# Моска дей Ламберти
Мòска дей Ламбèрти (на италиански: Mosca dei Lamberti; ̈  кр. на XII век, Флоренция; † 1243, Реджо Емилия) е италиански политик и кондотиер.

## Биография и образ
Принадлежащ към важното гибелинско семейство Ламберти – съюзници на сем. Уберти ди Фарината, Моска е роден към края на XII век и заема различни позиции във Флорентинската комуна.
Той е подест на Витербо през 1220 г., на Тоди през 1227 г., кондотиер по време на войната срещу Сиена през 1229-1235 г. и подест на Реджо Емилия през 1242 г.
Данте Алигиери го споменава в Песен VI на „Ад“, в епизода с Чако, сред достойните духове, „които използваха своя гений, за да правят добро“ (ст. 81), въпреки че с известна изненада ще открие, че ги намира всичките в Ада, в най-долните и следователно най-сериозните кръгове.
На Моска е посветен епизод от „Ад“ (не толкова значим като този с Фарината дели Уберти или с тримата флорентинци Тегиайо Алдобранди, Якопо Рустикучи и Гуидо Гуера), в ямата на сеячите на раздори („Ад“, Песен XXVIII, стих. 103-111). Там поетът го намира с ужасно осакатени ръце като наказание за неговия съвет „Стореното не може да бъде отменено“ (Cosa fatti capo ha), който убеждава сем. Амидеи да убият флорентинеца Буонделмонте де Буонделмонти, възпламенявайки във Флоренция фракциите, които скоро се разделят на гвелфи и гибелиниː
| „ | А друг, който имаше едната и другата ръка отрязани,/ вдигайки чуканите във въздуха, / карайки кръвта да се лее по лицето му, / извика: „Ще си спомняш и за Моска дей Ламберти,/ който каза - уви! - „Стореното не може да бъде отменено“, / което причини толкова много злини на хората в Тоскана“. | “ |

Историческата фраза се отнася към епизода с престъплението, извършено от Буонделмонти в началото на XIII век срещу семейство Амидеи (виж Амидеи и Буонделмонти). За да потуши спор, възникнал с Амидеи, Буонделмонте обещава да се ожени за жена от семейството им, но след това разваля годежа, защото междувременно се е влюбил в жена от сем. Донати. Това е счетено за ужасно престъпление от Амидеи, които се заклеват да си отмъстят. Амидеи правят съвет за това какво да предприемат и по думите на Николо Макиавели (Opere di Niccolò Machiavelli cittadino e segretario fiorentino, Volume 1, 1813, с.67)ː, „и въпреки че някои обсъждаха злините, които могат да последват от това нещо, Моска дей Ламберти каза, че онези, които мислят за много неща, никога не са стигнали до нито едно от тях, казвайки онова банално и добре известно изречение: „Стореното не може да бъде отменено““, в смисъл че решението, колкото и драстично да е, винаги е по-добро от парализираща неподвижност в нерешителност.
Събитието е припомнено от Данте Алигиери, който осъжда сурово Ламберти, обвинявайки го, че е инициирал отмъщението на сем. Амидеи, причинило разделение между гражданите привърженици  на Буонделмонти и тези, привърженици на Амидеи, от което произлиза разделението между гвелфите и гибелините:
| „                                 | И аз добавих: „И това също причини края на твоето семейство“; / и тогава той, добавяйки болка към болката, / си тръгна като тъжен и извън себе си човек. | “ |
| „Ад“, Песен XXVIII, стих. 109-111 | |   |